# Liste des églises réalisées par Paul Abadie

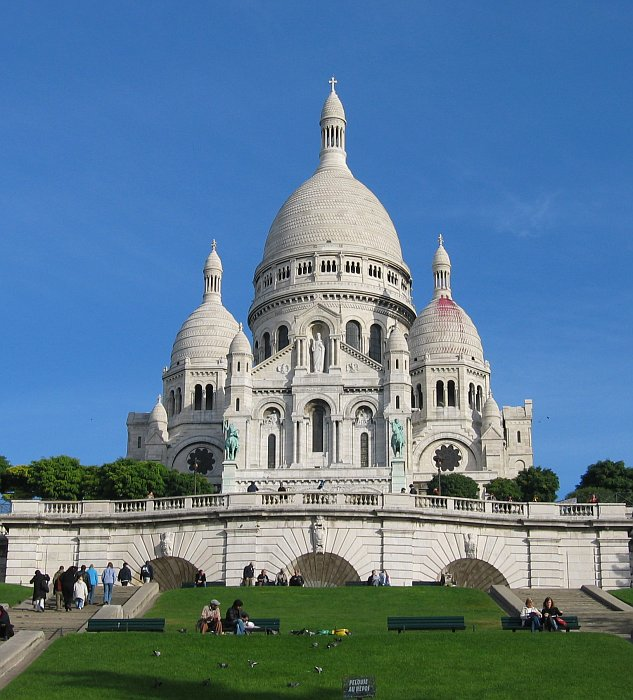
Basilique du Sacré-Cœur, Paris.

Cet article fournit une liste des églises conçues ou rénovées par l'architecte français Paul Abadie.

## Édifices nouveaux[1]

### Charente
- Église Saint-Martial d'Angoulême, 1849-1856
- Église Saint-Ausone d'Angoulême, 1856-1868

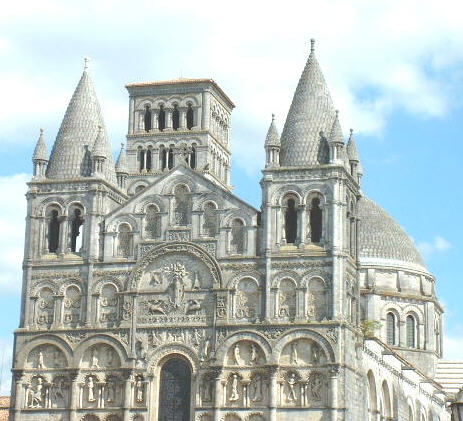
Cathédrale Saint-Pierre.

- Cathédrale Saint-Pierre d'Angoulême, chapelle de l'évêché, 1853-1856, sacristies, 1876-1878
- Lycée Guez-de-Balzac et sa chapelle, Angoulême, 1862-1867 (à la suite de son père)

### Dordogne
- Église Notre-Dame de Bergerac, 1852-1868
- Faux-en-Périgord, église Saint-Saturnin, 1860-1866
- Mussidan, église Saint-Georges (sauf flèche), 1852-1870
- Église Saint-Georges de Périgueux, 1863-1866
- Église Notre-Dame-de-l'Assomption de Villefranche-du-Périgord, 1868-1870

### Gironde
- Église Saint-Ferdinand de Bordeaux, 1862-1867
- Bordeaux, église Sainte-Marie de la Bastide, 1884-1886
- Cathédrale Saint-André de Bordeaux, sacristies, 1871-1879
- Langoiran, église Saint-Léonce, 1854-1858
- Valeyrac, église Saint-Delphin, 1853-1866

### Lot-et-Garonne
- Agen, église du Sacré-Cœur, 1876 (clocher postérieur à l'intervention d'Abadie)[2]

### Paris
- Basilique du Sacré-Cœur de Montmartre, 1874-1914

Églises construites par Abadie
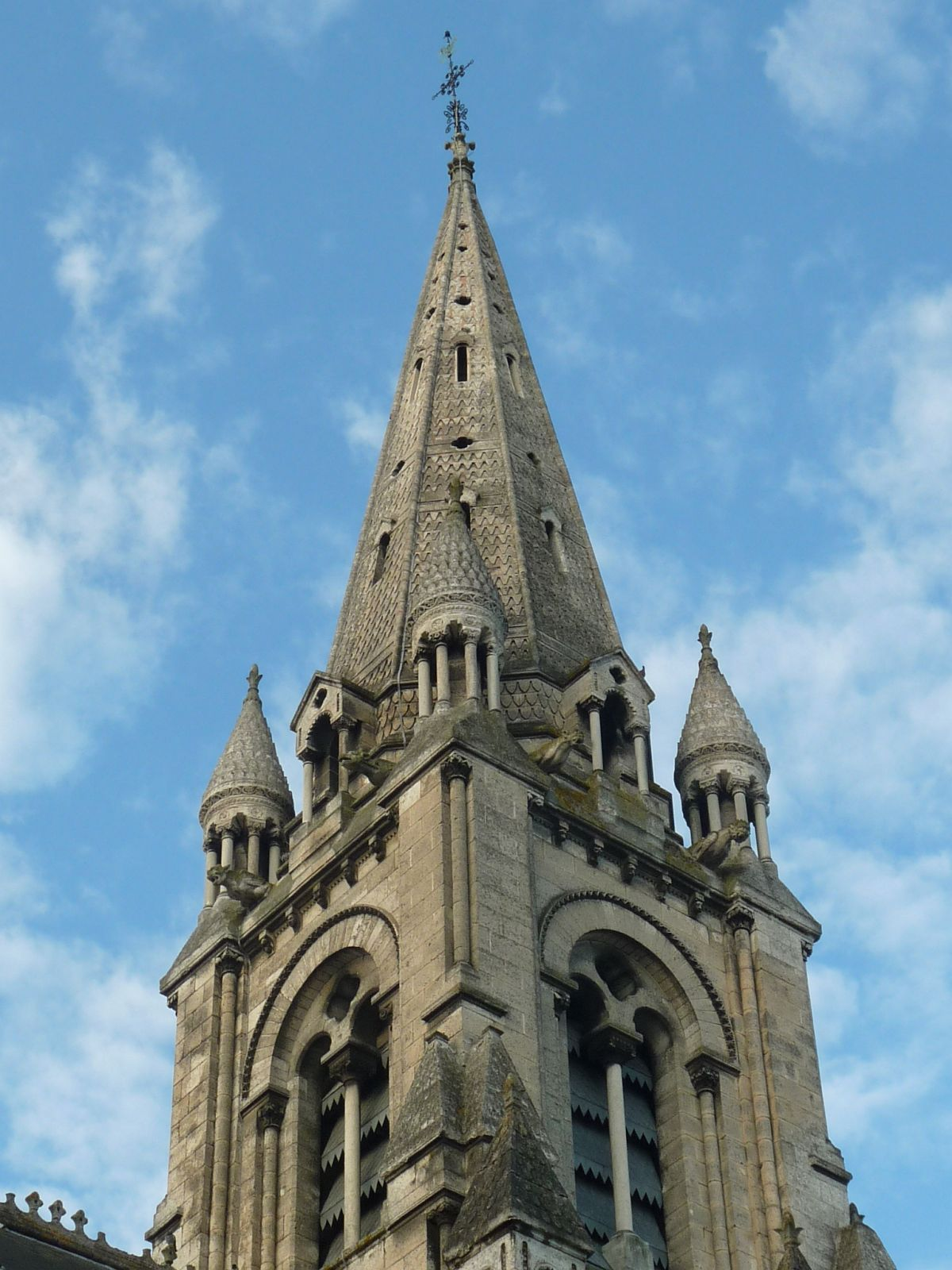
Église Saint-Martial, Angoulême
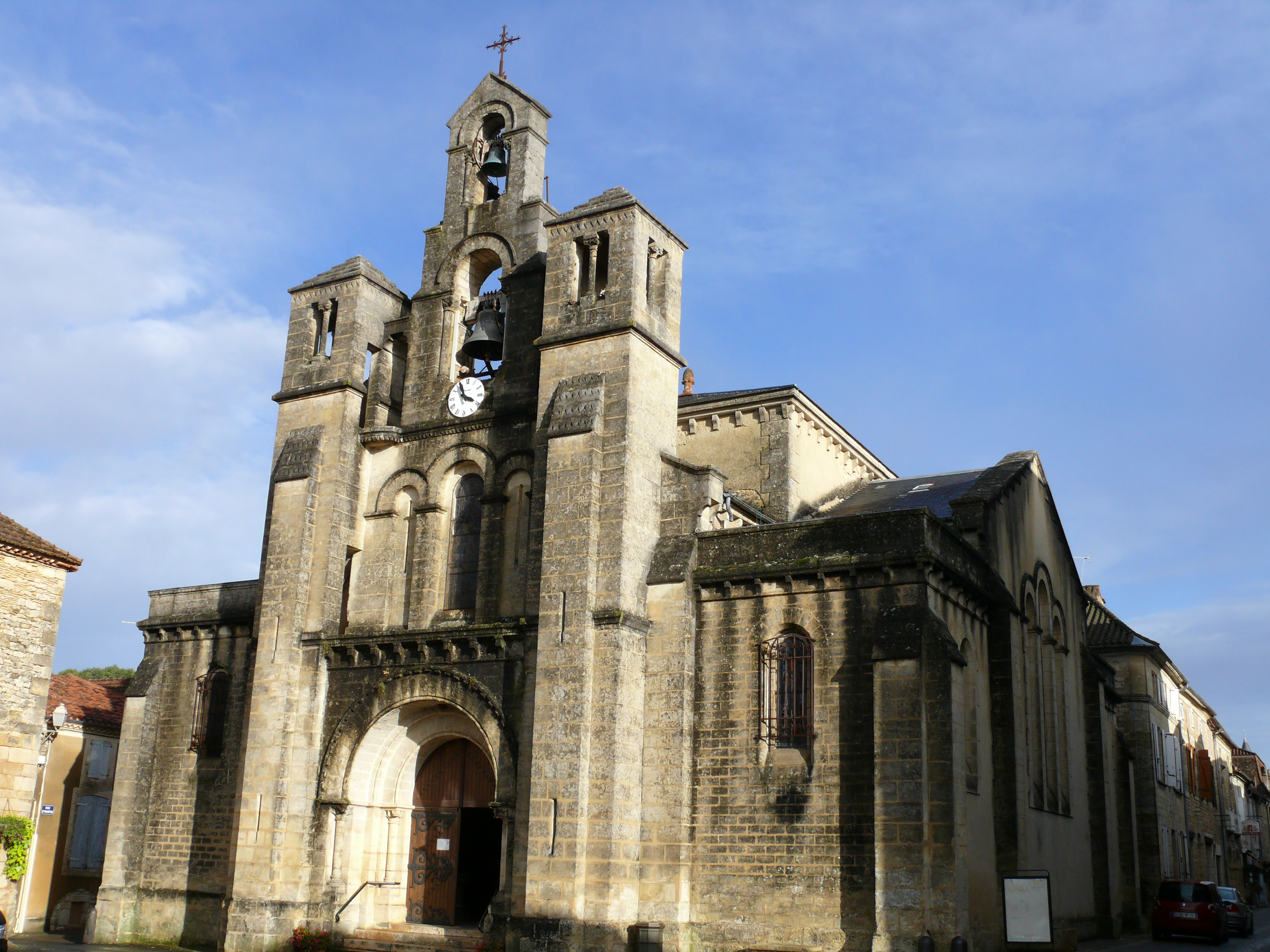
Église de Villefranche-du-Périgord
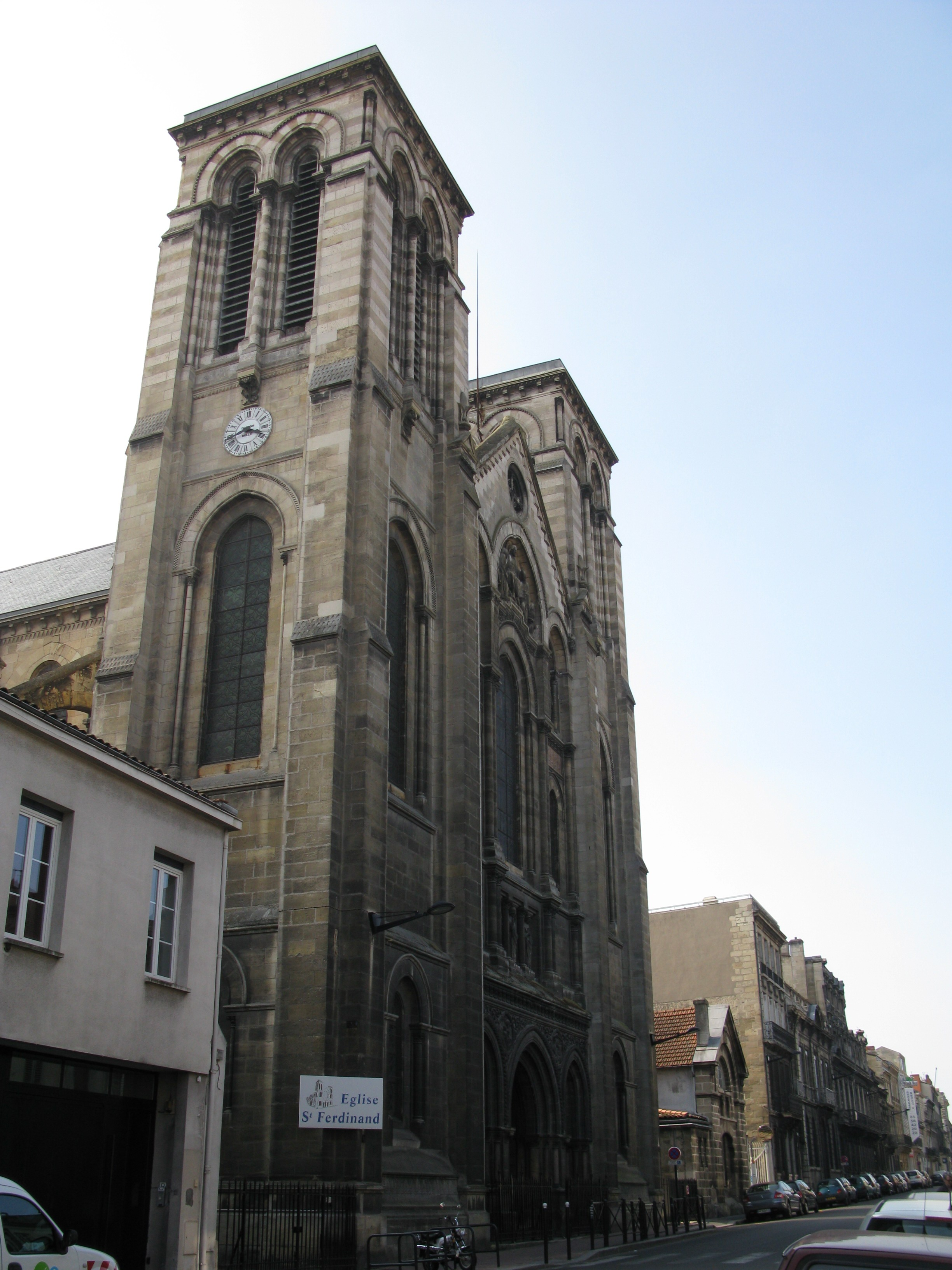
Église Saint-Ferdinand, Bordeaux
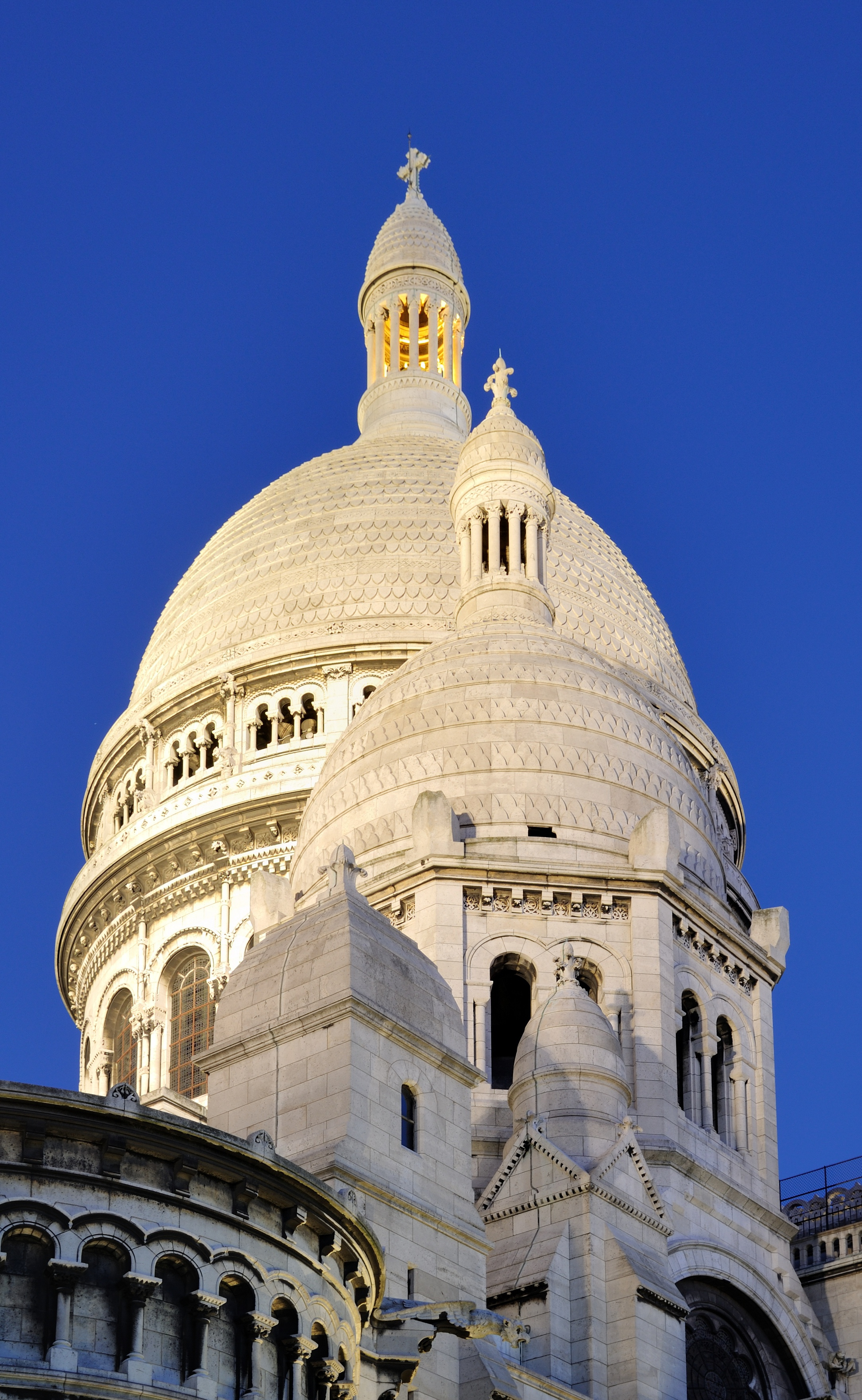
Basilique du Sacré-Cœur, Paris

## Restaurations[3]

### Charente
- Cathédrale Saint-Pierre d'Angoulême, 1850-1875
- Église Notre-Dame de Charmant, 1846
- Église Saint-Pierre de Châteauneuf, 1846-1850 et 1858-1860
- Église Saint-Léger de Cognac, nef et porche, 1860
- Église Saint-Martin de Gensac-la-Pallue, 1847-1854
- Église Saint-Pierre de Lesterps, restauration et reconstruction de l'abside, 1848-1854
- Église Saint-Maurice de Montbron, restauration sur chevet et chœur, 1859-1862
- Église Saint-Denis de Montmoreau, 1845-1857
- Église Saint-Hilaire de Mouthiers, 1847-1849
- Rioux-Martin, église Sainte-Trinité, 1846-1863
- Église Saint-Cybard de Roullet, 1873-1877
- Saint-Georges, église Saint-Georges, petite restauration
- Saint-Michel, église Saint-Michel, 1848-1853 (clocher postérieur à l'intervention d'Abadie)

### Charente-Maritime
- Église Saint-Pierre d'Aulnay, 1854-1856, sur un projet de l'architecte Clerget, 1851

### Creuse
- Église Saint-Barthélémy de Bénévent-l'Abbaye, 1867-1882
- La Souterraine, collégiale, 1852-1865

### Dordogne

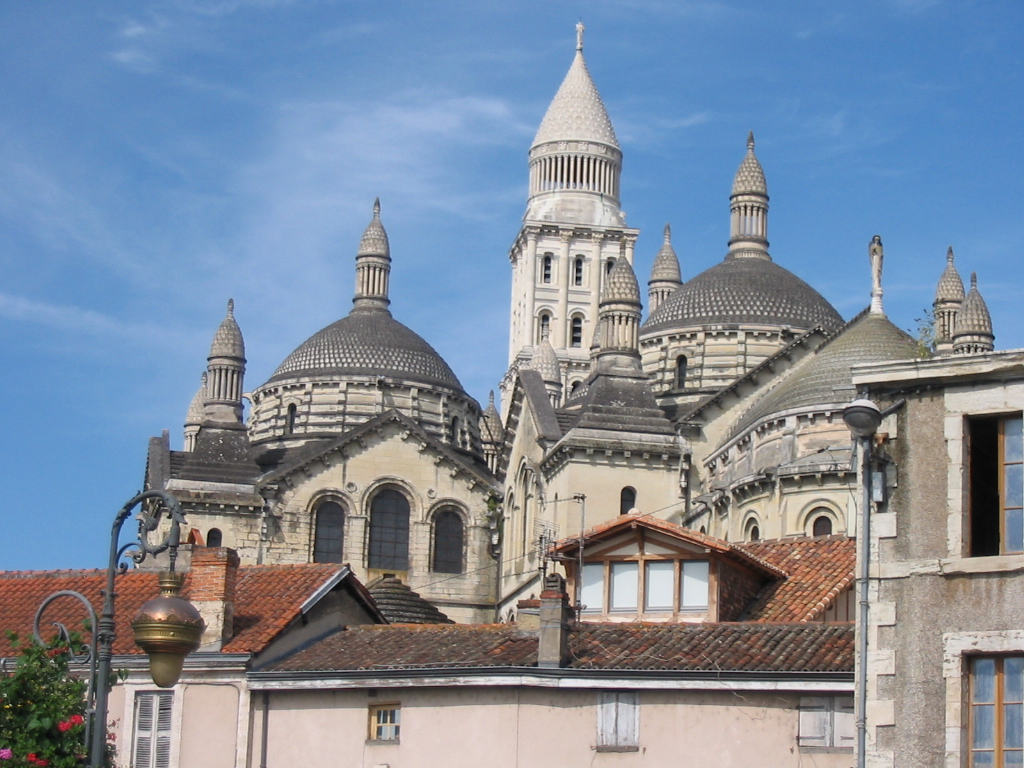
Cathédrale Saint-Front.

- Abbaye Saint-Pierre de Brantôme, 1847-1854
- Cathédrale Saint-Front de Périgueux, 1852-1882
- Église Notre-Dame de l'Assomption de Trélissac, 1852-1865

### Gironde

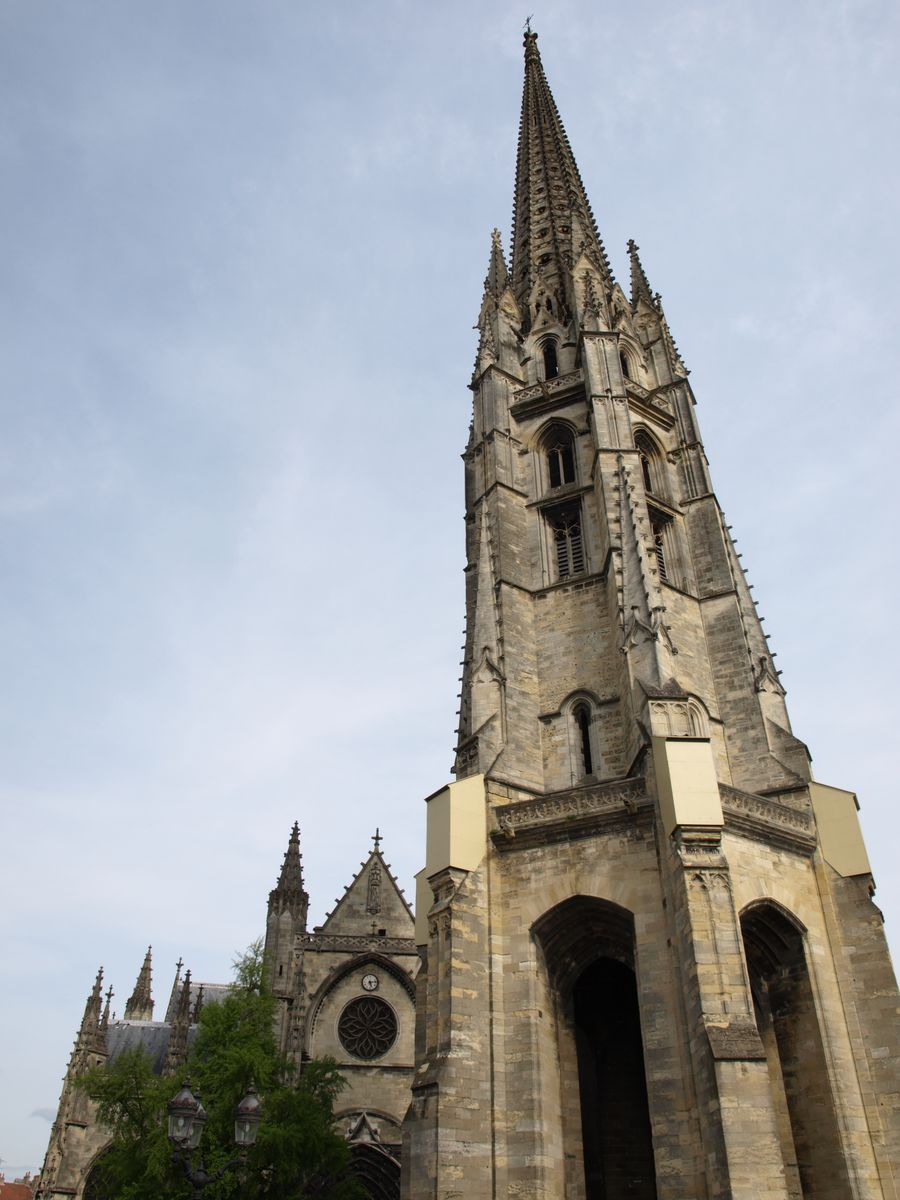
Flèche de l'église Saint-Michel.

- Bassens, église Saint-Pierre, restauration et construction du clocher, 1852-1860
- Église Saint-Saturnin de Bégadan, restauration et construction du clocher, 1854-1864
- Cathédrale Saint-André de Bordeaux, chevet, murs gouttereaux, 1872-1883
- Église Saint-Michel de Bordeaux, tour et reconstruction de la flèche, 1857-1869
- Église Sainte-Croix de Bordeaux, façade et construction du 2e clocher, 1859-1865
- Église Saint-Pierre de Langoiran, construction du clocher et 1re travée, 1862-
- Église Saint-Pierre de Loupiac, restauration et construction du clocher, 1847-1859
- Église Saint-Pierre de Vertheuil, étaiement du clocher, 1850

### Lot
- Cathédrale Saint-Étienne de Cahors, réfection des absidioles, 1850[2]

### Lot-et-Garonne
- Église Saint-Vincent du Mas-d'Agenais, 1858-1864

### Haute-Vienne
- Collégiale Saint-Yrieix de Saint-Yrieix-la-Perche, 1868-1881

### Yvelines
- Église Notre-Dame de Chatou, restauration du clocher et reconstruction de la nef à la suite d'un bombardement, 1872[2]

## Paul Abadie père[4]
- Église Saint-Jacques de l'Houmeau à Angoulême
- Église Saint-André d'Angoulême, façade

Églises construites ou restaurées par Abadie père
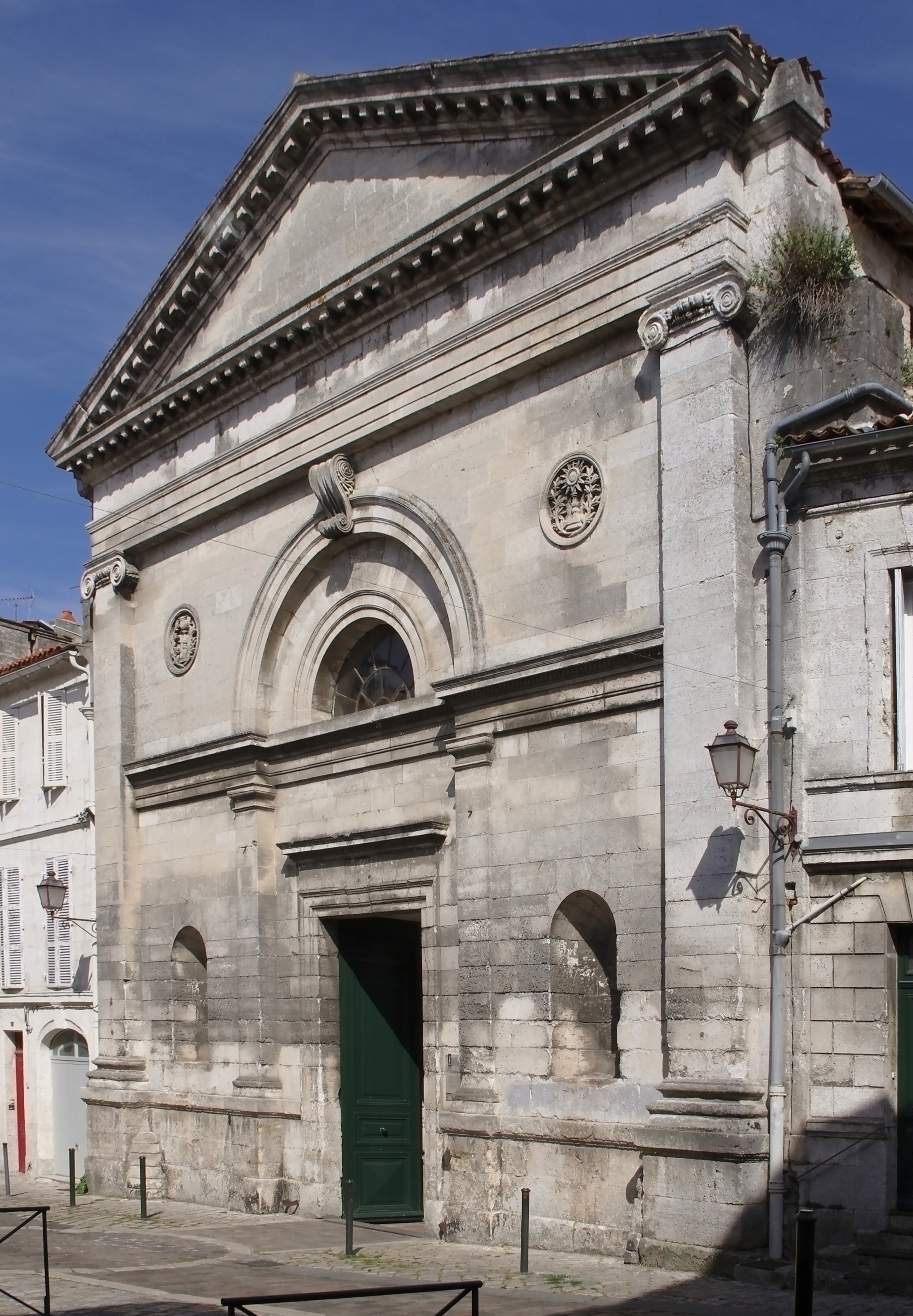
Façade de l'église Saint-André, Angoulême
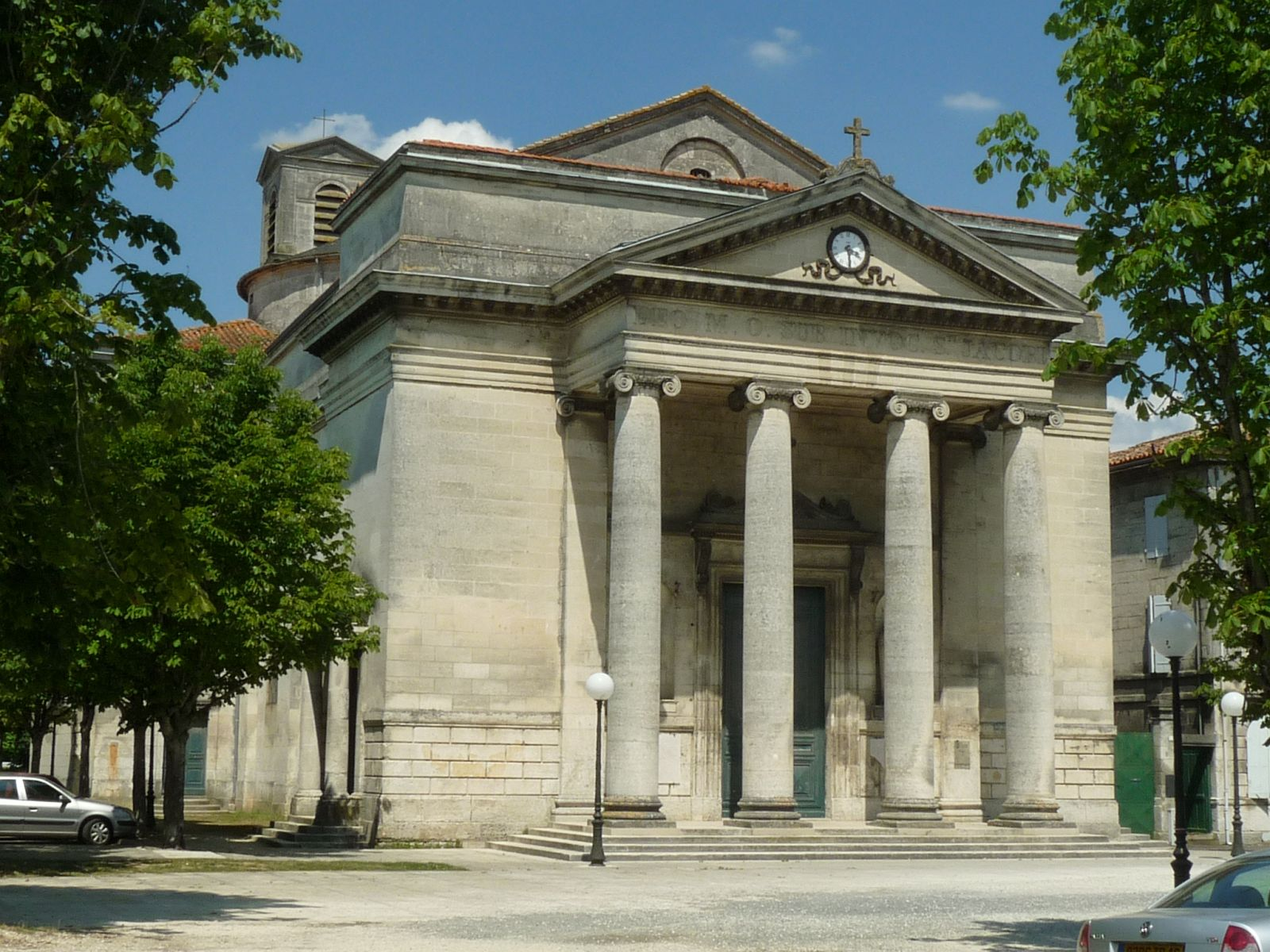
Église Saint-Jacques de l'Houmeau, Angoulême